# Gonosz ikertestvér
A gonosz ikertestvér egy szereplőtípus irodalmi művekben, televíziós sorozatokban és képregényekben.  Olyan szereplő, aki külsőleg sokban hasonlít a történet  pozitív szereplőjével, általában a főhőssel, azzal a kivétellel, hogy hiányoznak belőle annak pozitív erkölcsi tulajdonságai. A „gonosz” karaktert apró külső eltérésekkel, például férfiaknál szakállal, nőknél más hajszínnel különböztetik meg. A karakter megtévesztésül, átmenetileg elfedi ezeket a külső jegyeket.
A sci-fi és fantasy műfajában a gonosz ikertestvér nem feltétlenül valódi ikertestvér, hanem lehet az eredeti szereplő klónja vagy másik, párhuzamos univerzumból érkezett énje is.
Lélektani értelemben a gonosz ikertestvér a Jung által meghatározott Árnyéknak felel meg.